# Crudia balachandrae
Crudia balachandrae é uma espécie de legume da família Fabaceae.
Apenas pode ser encontrada na Índia.